# Ліппенгейзен
Ліппенгейзен (нід. Lippenhuizen) — село в нідерландській провінції Фрисландія. Входить до муніципалітету Опстерланд.
Його площа становить 16,15км², а населення станом на 2021 рік складало 1 300 осіб.
Перша згадка про населений пункт датується 1315 роком.

## Визначні уродженці
- Фоппе де Ган (нар. 1943) — футбольний тренер

## Галерея

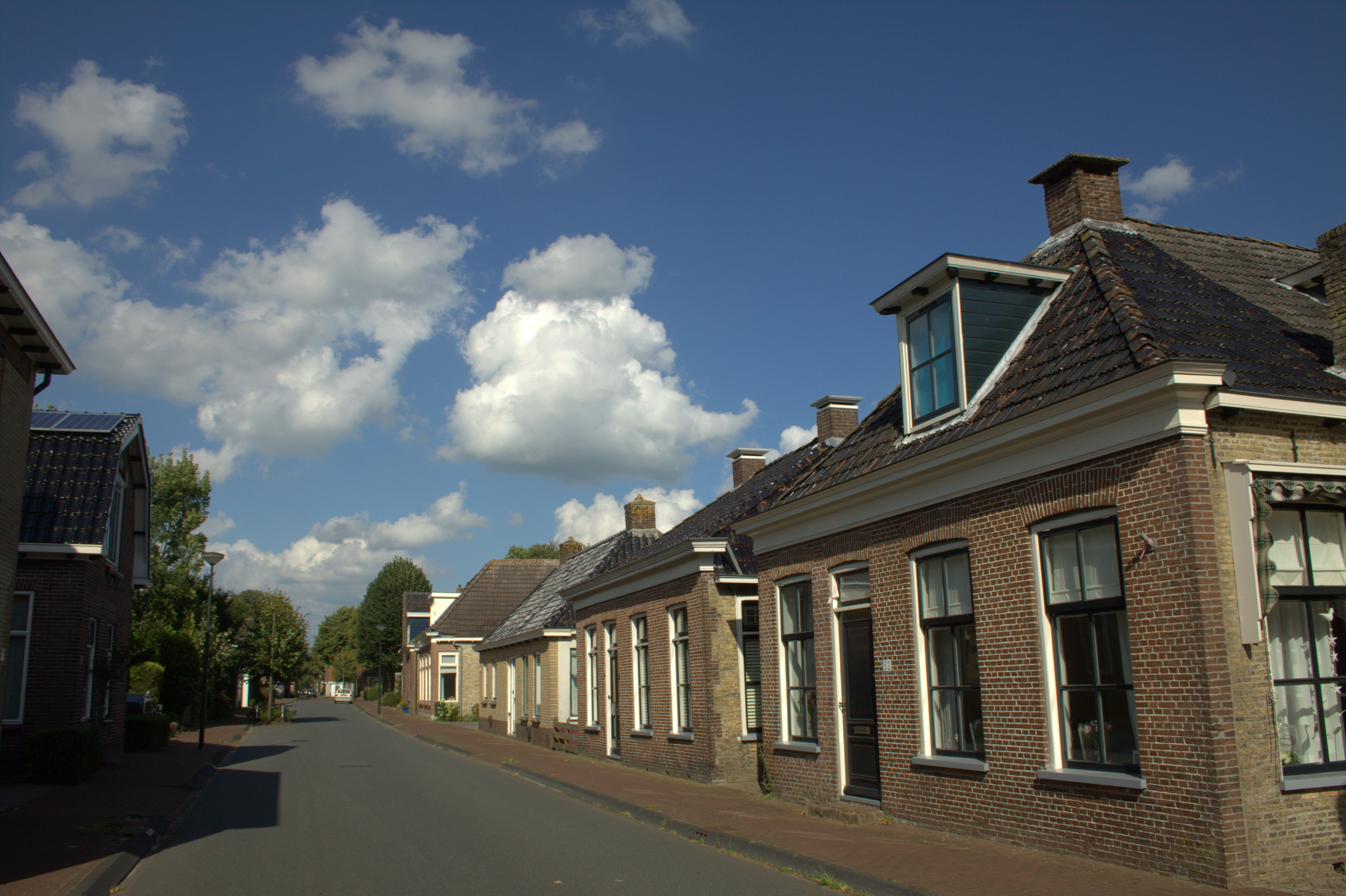
Вулична панорама
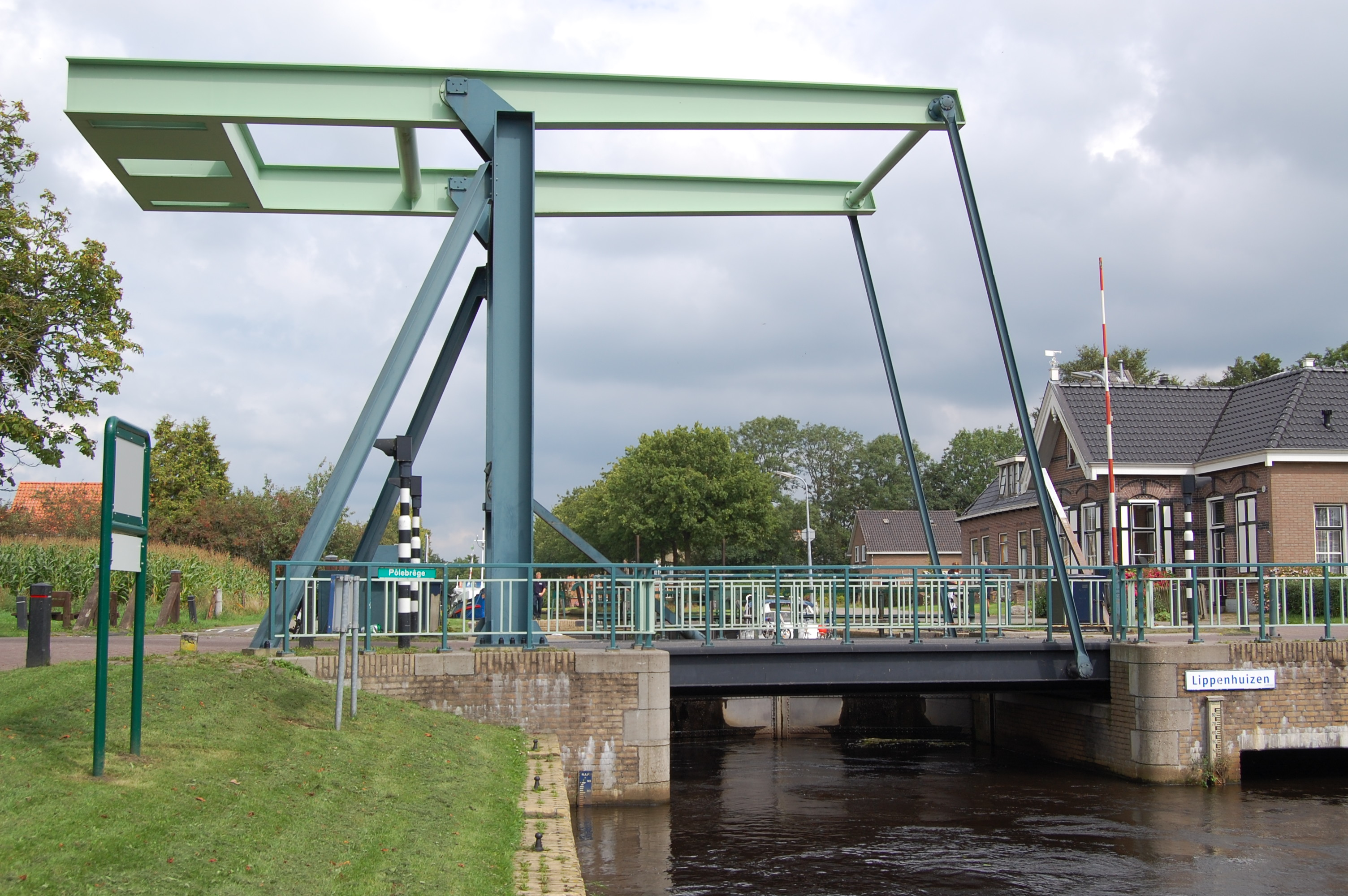
Міст у Ліппенгейзені
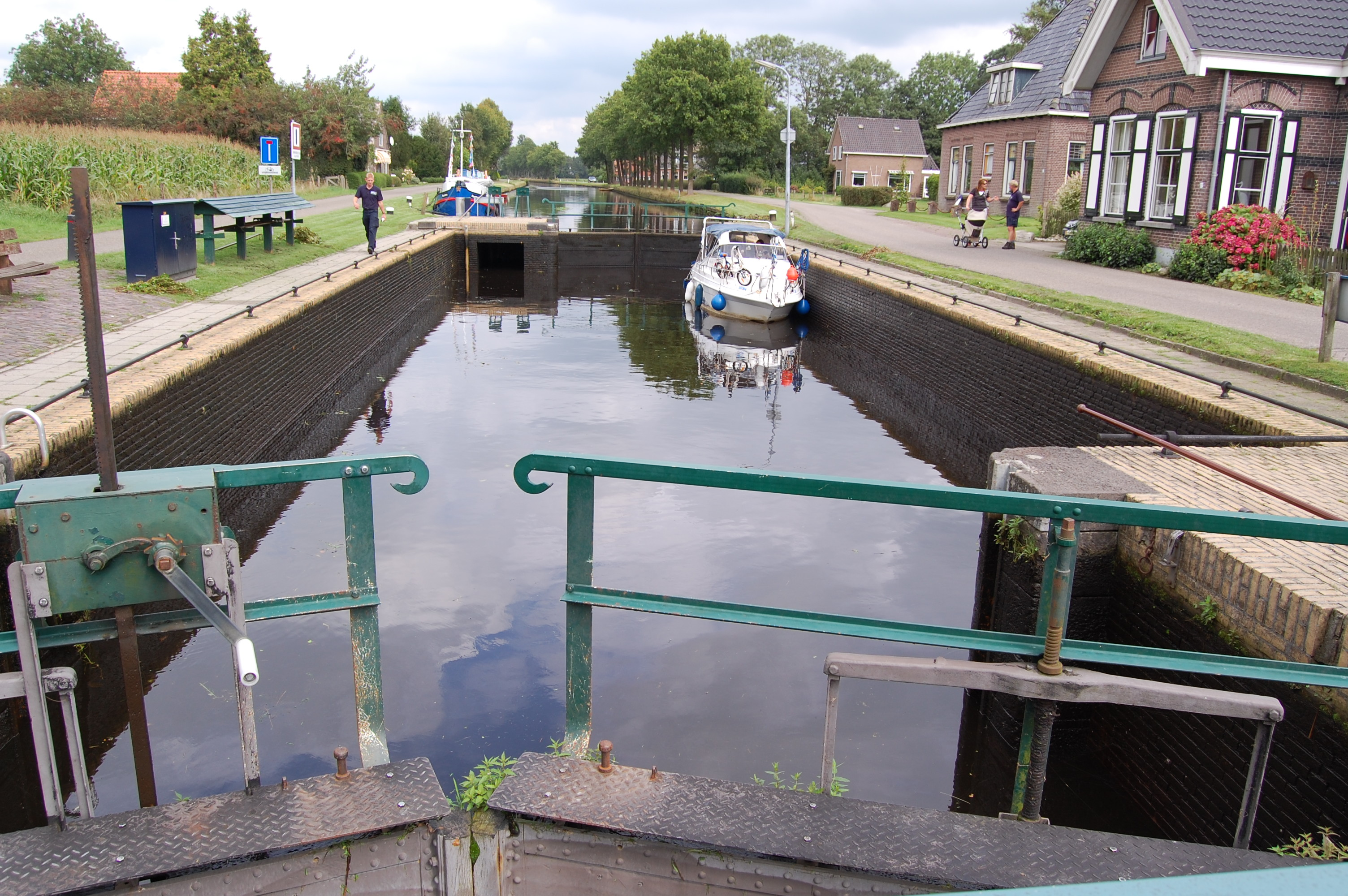
Шлюз у селі
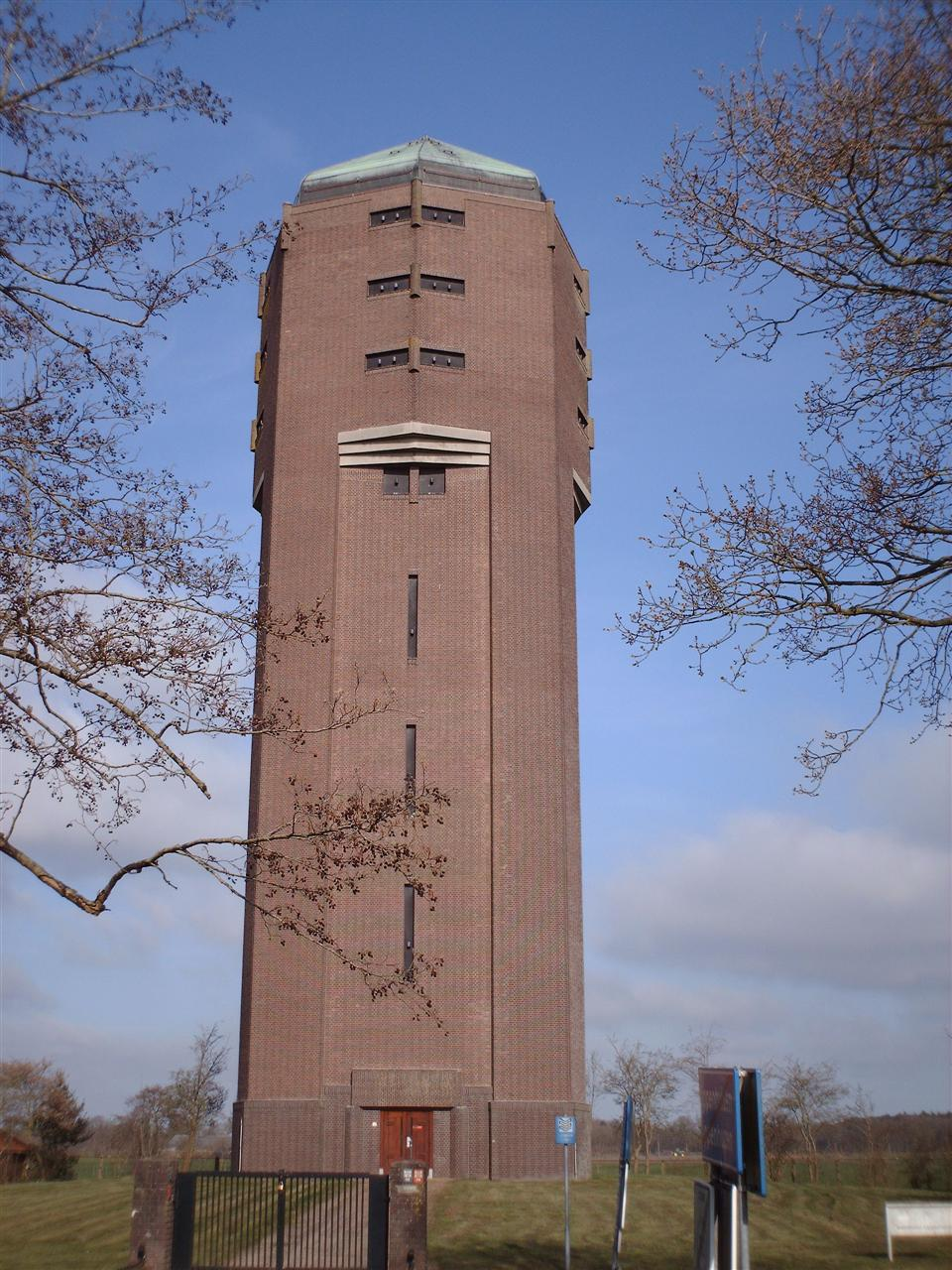
Водонапірна башта